# Американский футбол на летних Олимпийских играх 1932
Американский футбол был показательным видом спорта на Летних Олимпийских играх 1932 в Лос-Анджелесе. Вечером 8 августа 1932 года, ученики четвёртых курсов западных университетов США (Калифорнийский, Стэнфордский и Южнокалифорнийский университеты) играли против университетов восточного побережья (Гарвардский, Йельский и Принстонский университеты). 41,243 зрителя на Мемориальном колизее Лос-Анджелеса увидели победу Запада над Востоком со счётом 7:6. Представитель Всеамериканской сборной 1931 года Гаюс Шейвер из Южнокалифорнийского университета был назначен капитаном «Запада» и сделал 16 пробежек общей длиной 145 ярдов.
После Олимпийских игр прошла ещё одна показательная игра на мультиспортивных соревнованиях во время Всемирной выставки 1933 года, что способствовало популяризации профессионального американского футбола в США.